# Eisenbahnunfall von Jajpur Road
Bei dem Eisenbahnunfall von Jajpur Road fuhr am 14. Juli 1969 um 21:36 Uhr ein Güterzug im Bahnhof Jajpur Keonjhar Road in Jajpur Road im indischen Bundesstaat Orissa auf einen dort stehenden Personenzug auf. 85 Menschen starben.

## Ausgangslage
In dem Personenzug Nr. 398 von Asansol nach Puri reisten eine große Zahl von Hindu-Pilgern zu einer Feier im Jagannath-Tempel von Puri, einem der bedeutendsten vishnuitischen Tempel Indiens. Zu dem Fest wurden eine Million Gläubige erwartet.
Der von einer Diesellokomotive gezogene Güterzug Nr. D 513 befuhr das gleiche Gleis hinter dem Personenzug.

## Unfallhergang
Der Güterzug fuhr auf den stehenden Personenzug auf. Nach der offiziellen Version hatten in dem Bereich, in dem der Unfall geschah, Eingriffe Betriebsfremder in die Signalanlagen der Bahn stattgefunden, die den Streckenblock absicherten. Offiziell wurde als Unfallursache deshalb ein Attentat angenommen.

## Folgen
85 Menschen starben, 130 wurden darüber hinaus verletzt.